# Kiệt Sơn
Kiệt Sơn là một xã thuộc huyện Tân Sơn, tỉnh Phú Thọ, Việt Nam.
Xã Kiệt Sơn có diện tích 16,94 km², dân số năm 1999 là 3141 người, mật độ dân số đạt 185 người/km².